# Sickenreuth (Goldkronach)
Sickenreuth ist ein Gemeindeteil der Stadt Goldkronach im Landkreis Bayreuth (Oberfranken, Bayern). Sickenreuth liegt in der Gemarkung Brandholz.

## Geografie
Das Dorf bildet mit Goldkronach im Nordwesten eine geschlossene Siedlung. Sie liegt an der Kronach. Eine Gemeindeverbindungsstraße führt nach Goldkronach zur Staatsstraße 2163 (1,1 km nordwestlich). Anliegerwege führen nach Schlegelberg (0,2 km südlich) und nach Geräum (1,1 km südöstlich).

## Geschichte
Der Ort wurde im Jahre 1317 als „Sickengerute“ erstmals urkundlich erwähnt. Das Bestimmungswort des Ortsnamens ist der Personenname Sicko.
Zur Realgemeinde Sickenreuth gehörte Heidelleithen und Schlegelberg. Gegen Ende des 18. Jahrhunderts bestand Sickenreuth aus 17 Anwesen. Die Hochgerichtsbarkeit stand dem bayreuthischen Stadtvogteiamt Goldkronach zu. Die Dorf- und Gemeindeherrschaft hatte das Kastenamt Gefrees. Grundherren waren das Kastenamt Gefrees (3 Gütlein, 1 Haus), das Stiftskastenamt Himmelkron (1 Söldengut), der Rat Goldkronach (3 Söldengüter, 1 Mühle, 1 Gütlein, 1 Walkmühle) und das Rittergut Goldkronach (2 Sölden, 1 Söldengut, 1 Halbsöldengut, 2 Viertelsöldengüter).
Von 1797 bis 1810 unterstand Sickenreuth dem Justiz- und Kammeramt Gefrees. Infolge des Ersten Gemeindeedikts wurde Sickenreuth dem 1812 gebildeten Steuerdistrikt Goldkronach zugewiesen. Zugleich entstand die Ruralgemeinde Sickenreuth, zu der Geräum, Heidelleithen und Schlegelberg gehörten. Sie war in Verwaltung und Gerichtsbarkeit dem Landgericht Gefrees zugeordnet und in der Finanzverwaltung dem Rentamt Gefrees. Sieben Anwesen in Sickenreuth unterstanden bis 1815 in der freiwilligen Gerichtsbarkeit dem Patrimonialgericht Goldkronach. Mit dem Zweiten Gemeindeedikt (1818) wurde die Gemeinde Sickenreuth in die Ruralgemeinde Brandholz eingegliedert. Im Zuge der Gebietsreform in Bayern wurde Sickenreuth am 1. Mai 1978 nach Goldkronach eingemeindet.

### Einwohnerentwicklung
| Jahr      | 001818 | 001819 | 001861 | 001871 | 001885 | 001900 | 001925 | 001950 | 001961 | 001970 | 001987 |
| Einwohner | *114   | †118   | 158    | 131    | 126    | 99     | 126    | *115   | *133   | *172   | *211   |
| Häuser    | *27    |        |        |        | 23     | 22     | 22     | *23    | *24    |        | *53    |
| Quelle    | [ 7 ]  | [ 10 ] | [ 11 ] | [ 12 ] | [ 13 ] | [ 14 ] | [ 15 ] | [ 16 ] | [ 17 ] | [ 18 ] | [ 1 ]  |

## Religion
Sickenreuth ist seit der Reformation evangelisch-lutherisch geprägt und bis heute nach St. Erhard (Goldkronach) gepfarrt.